# 聖母百合
聖母百合（学名：Lilium candidum）是百合科百合屬多年生草本植物，又名白百合、白花百合、瑪丹娜百合（Madonna Lily）。原產於巴爾幹半島與西亞。種小名candidum是「純白色」的意思，形容本種花瓣的顏色是純白色的。純白色的花被視為是純潔的象徵，中世紀時期的基督徒常拿這種百合花來供奉聖母瑪利亞，因此被稱為聖母百合、瑪丹娜百合。

## 形態特徵

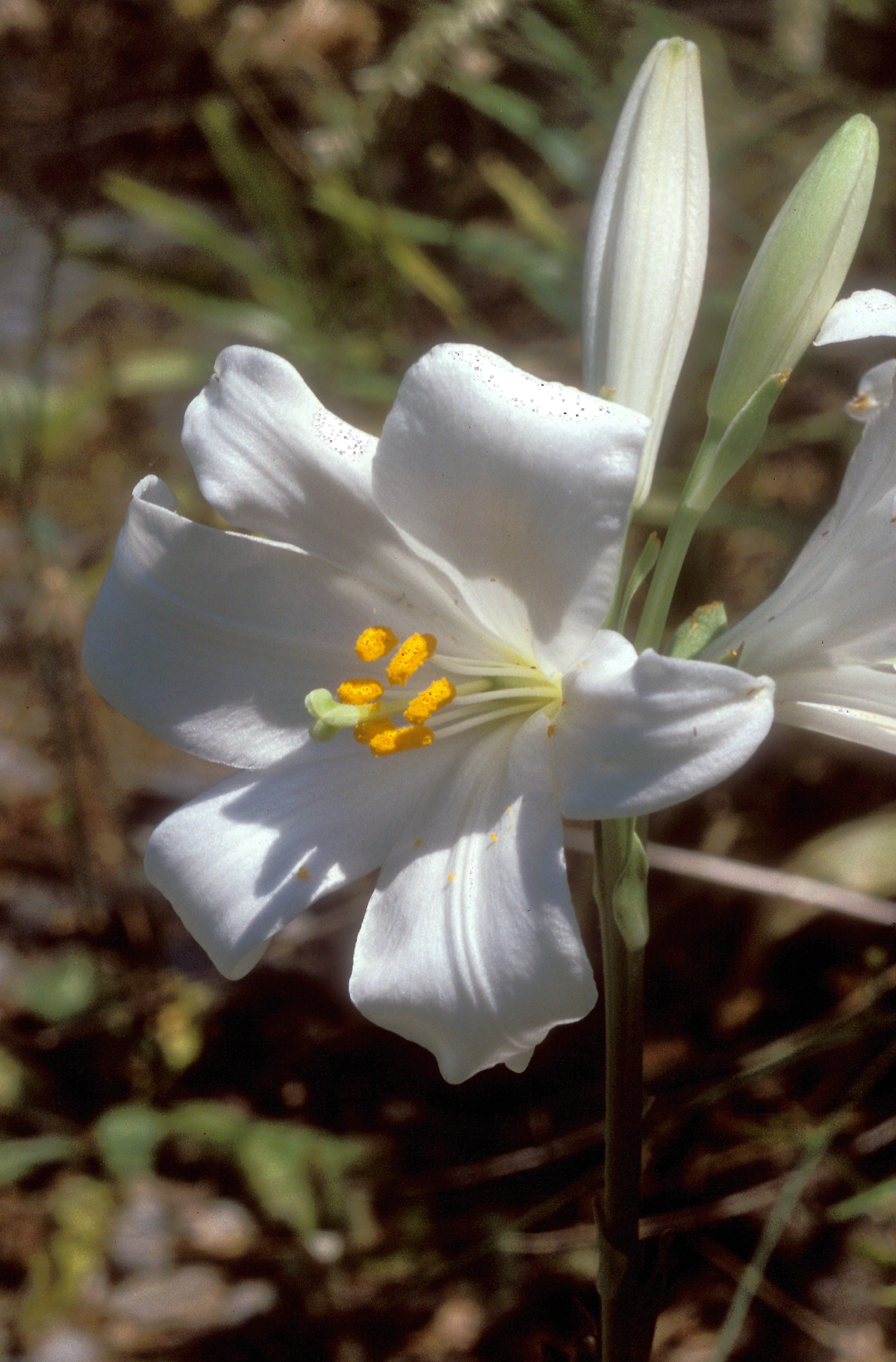

株高50至130公分，地下莖為鱗莖，鱗莖直徑可達九公分寬，鱗片為寬卵形。莖表面光滑，莖粗約1.4公分。葉在莖上呈螺旋狀排列，葉面光亮無毛，葉形為披針形，葉長八公分。花序為總狀花序，一枝花莖著花2至12朵，有時可達20朵，花純白色，漏斗形，芳香。花梗綠色，長四公分。花被六片，花被片長55至65公分，寬6至13公分，花盛開時花被片會在先端向後反捲。五月至六月開花，花莖長1.2公尺，最高可以長至2公尺。
百合屬植物在冬天時地上部通常會全部枯萎，只留下生長在地底的鱗莖來越冬。聖母百合與其他百合不同，冬季時雖然地上部也會枯萎，不過會由鱗莖長出一些簇生狀的基生葉，葉長約22公分，以這些基生葉來越冬。

## 分布
聖母百合分布於地中海東部地區，由希臘（馬其頓）至以色列（加利利）、敘利亞與克里特島。生長在石灰質的土壤中，生長地夏季極為乾燥。

## 栽培
聖母百合的種植已經有很長的一段歷史，百合毒素病及真菌性病害灰黴病是栽培時較常見的病蟲害，要避免病毒的感染，一個可能的辦法就是使用種子播種來繁殖。

## 象徵

魁北克省省旗

聖母百合曾經是加拿大魁北克省的省花，在省旗上就畫有這種白色的百合花飾。不過聖母百合並不是魁北克的原生植物，再加上這種百合在魁北克生長的並不是很好，魁北克省的省花現在已經改成鳶尾科的變色鳶尾，這種鳶尾是魁北克的原生種。

## 文化與信仰

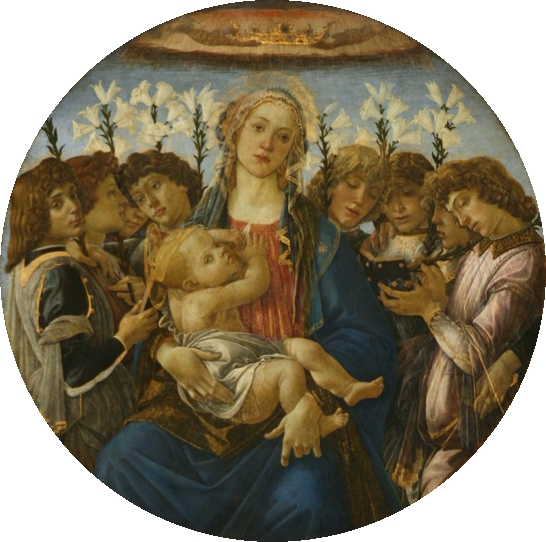
桑德羅·波提切利1477年的作品，後面的白色花朵即是聖母百合。

約在公元前2000年左右，克里特島上的米諾斯文明遺址，克諾索斯米諾斯皇宮（Minoan Palace）的壁畫上就繪有聖母百合。
聖母百合純白色的花朵被認為是純潔的象徵，歐洲歷史上不同時期的畫家在畫聖母瑪利亞的畫像時，通常都會同時畫上這種百合花，且在畫這種百合花時大多不會畫出花的雄蕊與雌蕊。

## 外部連結

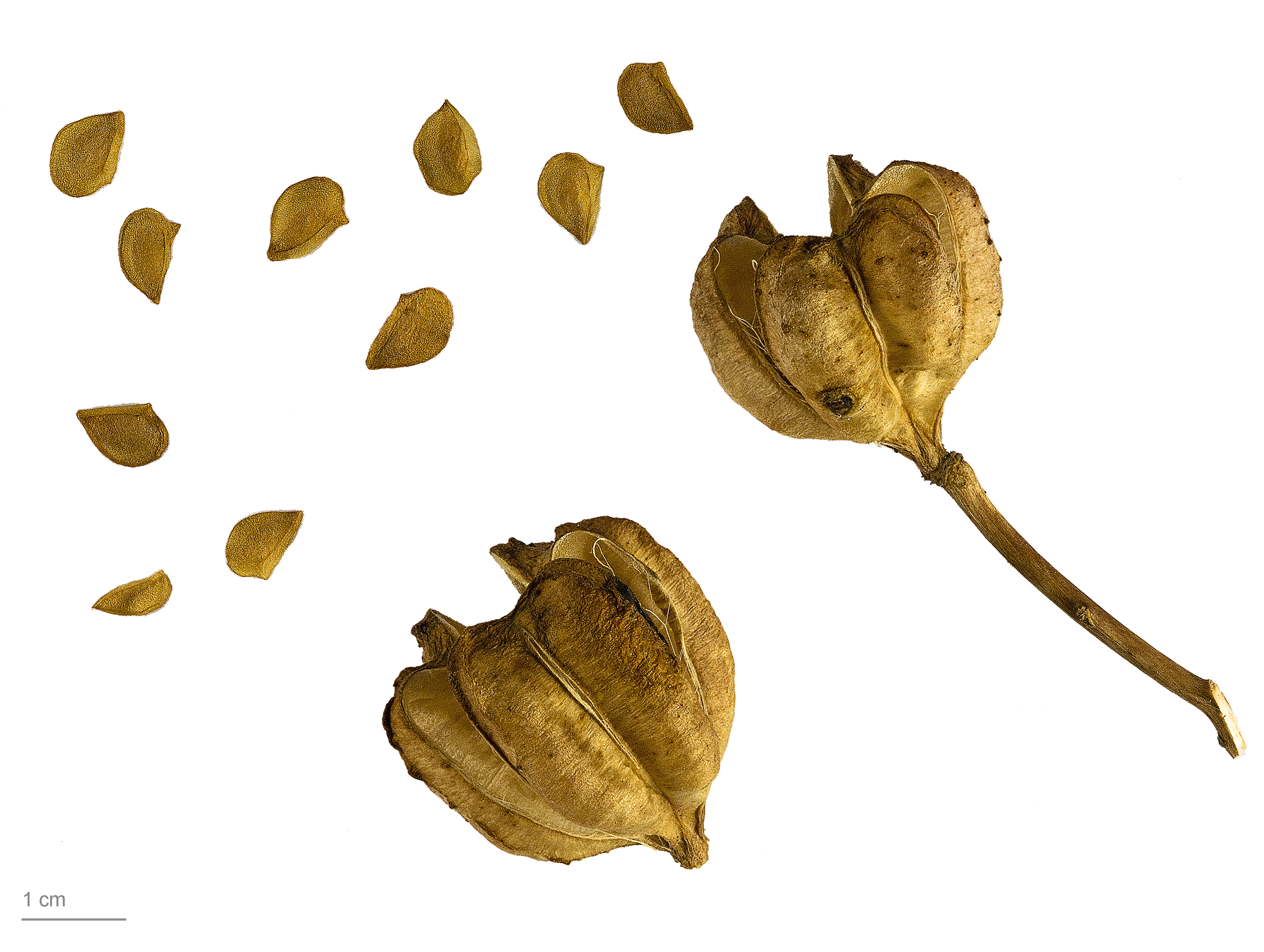
果实与种子标本

- Lilium candidum in israelwildflowers.co.il （页面存档备份，存于） （以色列的野花，聖母百合）